# Fizély Ödön
Fizély Ödön (Léva, 1886. március 27. – Somorja, 1979. november 13.) evangélikus lelkész, a két világháború közti csehszlovákiai magyar evangélikusok egyik vezetője, a pozsonyi teológiai kar magyar előadója.

## Élete
A gimnáziumot 1904-ben Léván végezte, a teológiát pedig 1908-ban Pozsonyban. 1910-ben a Göttingai Egyetem teológiai fakultásán licentiátust szerzett. 1911-ben papi vizsgát tett és lelkésszé avatták. Előbb Léván volt segédlelkész, majd Alsószelezsényben választották meg. 1911-ben és 1912-ben Érsekújvárott volt hitoktató és missziós lelkész. Hasonlóan német nyelvű istentiszteleteket tartott Trencsénteplicen is. 1911–1929 között[forrás?] Aranyosmaróton szolgált. 1929-ben Alsószelezsényből Érsekújvárra akart költözködni, de az sokáig halasztást szenvedett.
1922-ben részt vállalt az első Léván összehívott értekezlet és a Szlovákiai Magyar Evangélikus Szövetség megszervezésében. Szerkesztette a szövetség lapját is. Az egyházi főhatóság paritásos bizottságának Baráth Károly mellett másik tagja. 1931. augusztus 16-án a somorjai gyülekezet választotta lelkészévé. 1938-ban az első bécsi döntés után a Moson-Pozsonyi Egyházmegye esperese lett. 1955-ben nyugdíjba vonult.
Szerkesztette a Könyv-újság, a Theologiai Szaklap és Könyvújságot, 1922–1938 között az Evangélikus Lap és 1929–1933 között az Evangélikus Naptár című evangélikus kiadványokat.

## Művei
- 1911 Wassel Gansfort. Léva
- 1912 Spencer Herbert sociologiája. In: Székács-emlékkönyv. Pozsony–Budapest
- 1916 Luther életrajzok. Könyv-újság
- 1918 A német racionalizmus. Theologiai Szaklap 16/3, 65-75.
- 1918 A magyar racionalizmus. Theologiai Szaklap 16/4, 97-108.
- 1918 A magyar racionalista theologia. Theologiai Szaklap 16/8-9, 193-207.
- 1918 A rationalismus története a magyarországi protestáns egyházakban. Budapest
- 1930 A Szlovenszkói Magyar Evangélikus Szövetség. In: Ruppeldt, F.: Almanach cirkvi evanjelickej a. v. na Slovensku z rokov 1919-1928 (do 1930). Turčiansky sv. Martin, 289-290.
- 1934 Bibliai történetek és Luther kis kátéja